# Église Saint-Géraud de Drugeac
L'église Saint-Géraud est située à Drugeac dans le Cantal, en France.

## Histoire
Sa construction débute au xie siècle. Reconstruite en grande partie aux xve et xvie siècles, elle ne conserve de l'époque romane que le porche et deux travées ainsi que des éléments en réemploi.  Elle est inscrite au titre des monuments historiques depuis 1985.

## Galerie

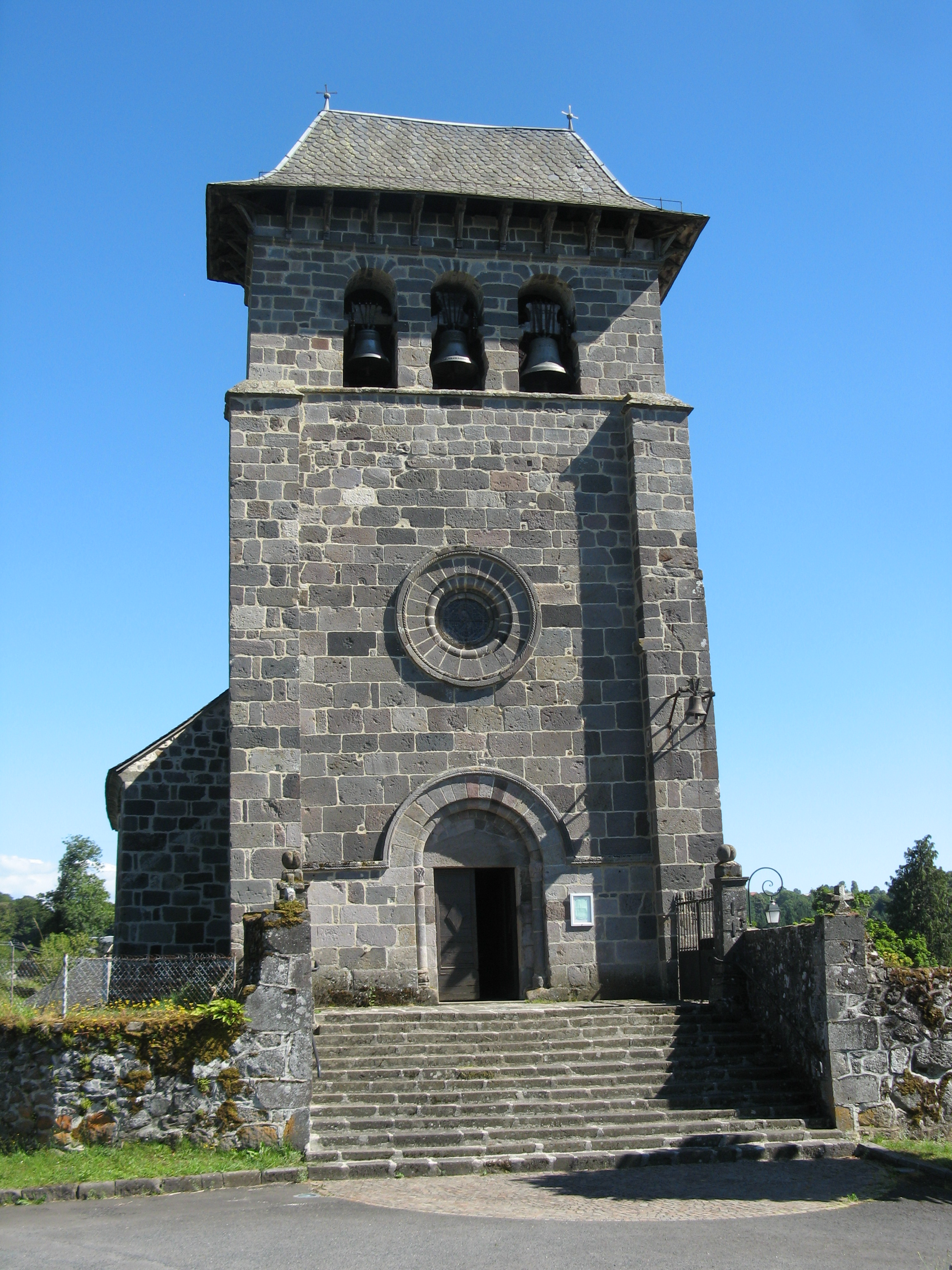
Clocher.
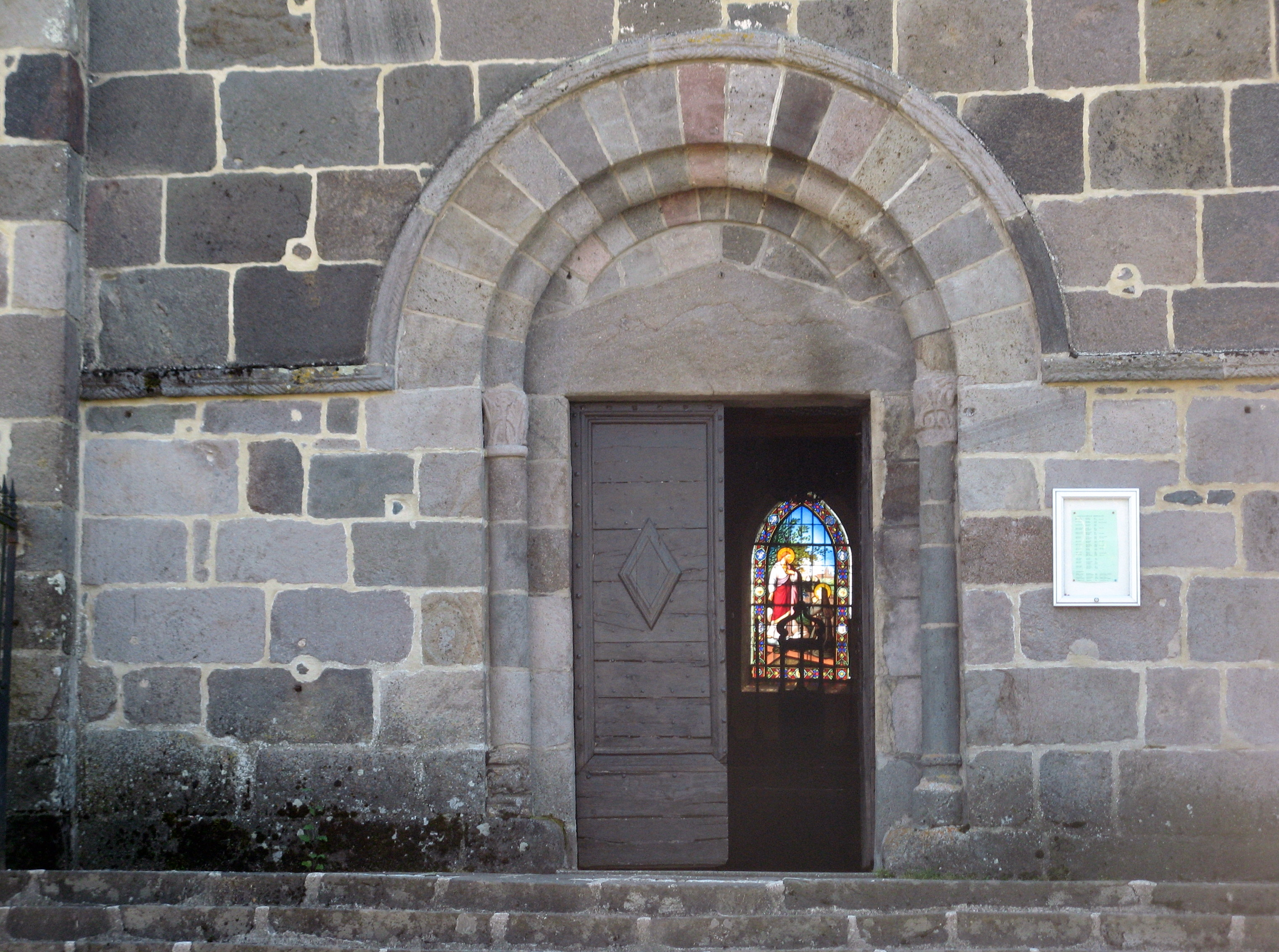
Porche.
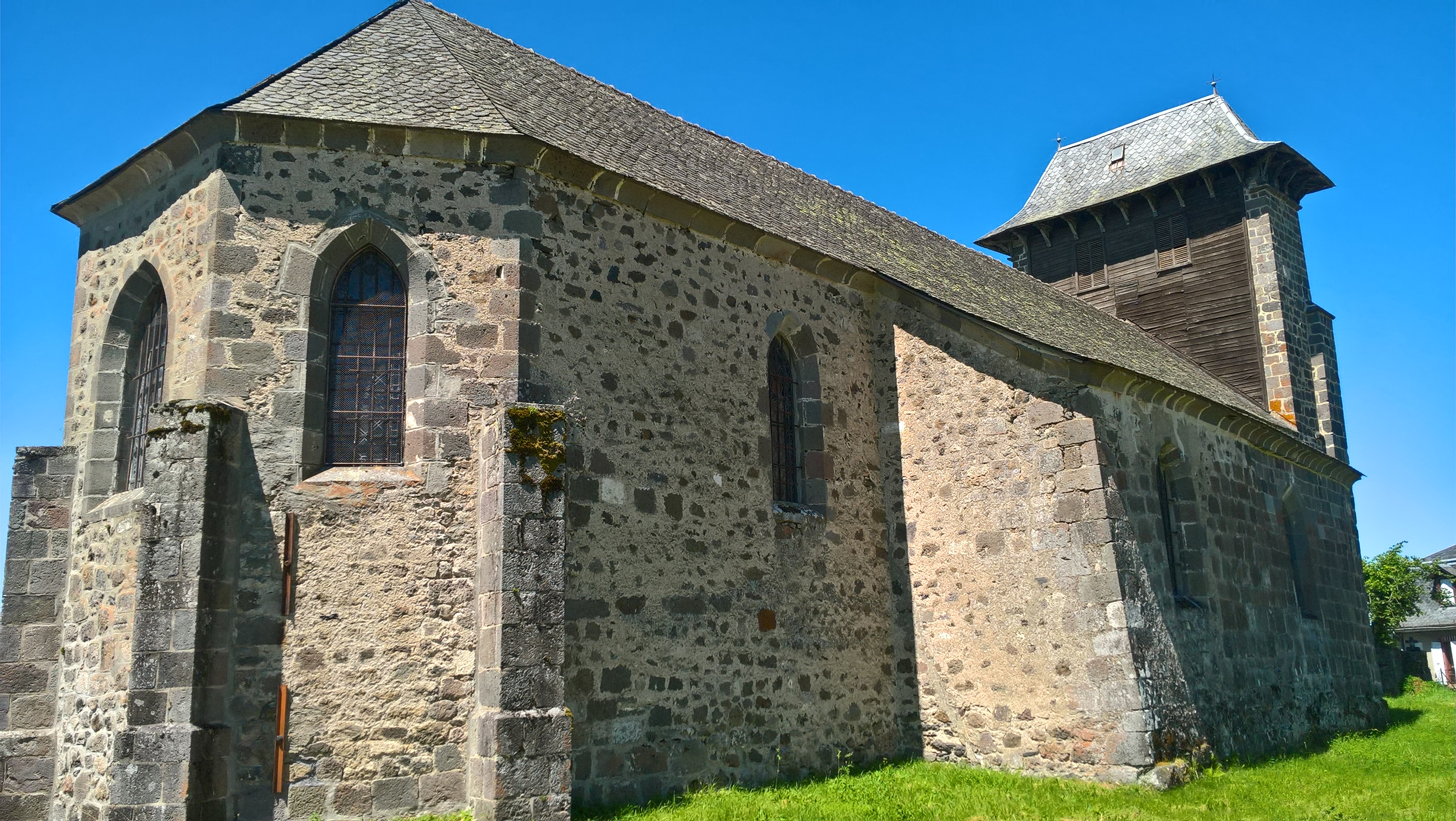
Abside.